# هوباردتون (فيرمونت)
هوباردتون (بالإنجليزية: Hubbardton, Vermont)‏ هي بلدة تقع بولاية فيرمونت في الولايات المتحدة. تبلغ مساحتها 74.7 (كم²)، وترتفع عن سطح البحر 141 م، بلغ عدد سكانها 706 نسمة في عام 2010 حسب إحصاء مكتب تعداد الولايات المتحدة .

## وصلات خارجية
- The US50 - Cities and Towns in Vermont State
- Vermont Cities and Towns, Facts, Map, Flag, Colleges, Government, and More